# Awgolida
Awgolida (gr. Αβγολίδα, tur. Kurtuluş) – wieś na Cyprze, w dystrykcie Famagusta, na północny wschód od Trikomo. De facto pod kontrolą  Cypru Północnego.